# Hermine Sterler
Minna Stern, född 20 mars 1894 i Bad Cannstatt i Kejsardömet Tyskland, död 25 maj 1982 i Stuttgart i Tyskland, känd professionellt som Hermine Sterler, var en tysk skådespelare. 

## Filmografi i urval
- 1927 – Prinz Louis Ferdinand
- 1927 – Deutsche Frauen – Deutsche Treue
- 1929 – Das Mädel aus der Provinz
- 1930 – Två människor
- 1931 – Mary
- 1931 – Varför ler du Mona Lisa?
- 1932 – Rasputins kärleksäventyr
- 1932 – Barnets första rätt
- 1935 – Ungkarlsmamman
- 1948 – Brev från en okänd kvinna
- 1953 – Hur man får en miljonär
- 1966 – En läcka i ridån